# Воронін Лев Олексійович
Лев Олексійович Воронін (нар. 22 лютого 1928, місто Перм, тепер Російська Федерація — 24 червня 2008, місто Москва) — радянський державний діяч, заступник голови Ради міністрів СРСР — голова Державного комітету з матеріально-технічного постачання, 1-й заступник голови Ради міністрів СРСР. Член ЦК КПРС у 1981—1990 роках. Депутат Верховної Ради СРСР 10—11-го скликань. Народний депутат Російської РФСР у 1990—1993 роках.

## Життєпис
Народився в родині службовця.
У 1944—1949 роках — студент Уральського політехнічного інституту.
У 1949—1959 роках — майстер інструментального цеху, старший майстер, начальник дільниці, заступник начальника цеху, начальник цеху заводу № 356 міста Свердловська.
Член КПРС з 1953 року.
У 1959—1963 роках — головний інженер підприємства п/с 33 міста Каменськ-Уральський Свердловської області. У 1963 році — головний інженер підприємства п/с 340 міста Свердловська.
У 1963—1965 роках — начальник управління радіотехнічної і електронної промисловості Середньоуральської Ради народного господарства (раднаргоспу) РРФСР.
У 1965—1968 роках — директор Красногорського механічного заводу Міністерства оборонної промисловості СРСР Московської області.
У 1968—1969 роках — начальник управління, у 1969—1972 роках — начальник Головного планово-виробничого управління, у 1972—1979 роках — заступник міністра, у 1979—1980 роках — 1-й заступник міністра оборонної промисловості СРСР.
У жовтні 1980 — листопаді 1985 року — 1-й заступник голови Державної планової комісії (Держплану) СРСР.
15 листопада 1985 — 7 червня 1989 року — заступник голови Ради міністрів СРСР.
Одночасно 15 листопада 1985 — 7 червня 1989 року — голова Державного комітету з матеріально-технічного постачання.
17 липня 1989 — 1 лютого 1991 року — 1-й заступник голови Ради міністрів СРСР.
У березні — вересні 1991 року — постійний представник СРСР при Європейських співтовариствах в Брюсселі.
З 1991 року — персональний пенсіонер у Москві.
З 1992 року — віцепрезидент Монтажспецбанку, заступник генерального директора акціонерного товариства «Інпромсервіс» у Москві.
Помер 24 червня 2008 року. Похований в Москві на Троєкурівському цвинтарі.

## Нагороди і звання
- Орден Леніна (19.02.1988)
- орден Трудового Червоного Прапора
- орден «Знак Пошани»
- ордени
- медалі
- Ленінська премія